# Antoine-Ignace Anthoine
Pour les articles homonymes, voir Anthoine et Saint-Joseph.
Antoine Ignace Anthoine, né à Embrun le 21 septembre 1749, mort à Marseille le 22 juillet 1826, est un négociant et homme politique français, maire de Marseille (1805-1813), créé baron de Saint-Joseph en 1808.

## Biographie

### Le négociant
Fils d’André Anthoine (1720-1783), avocat au parlement, lieutenant général de la police d’Embrun, et de Marie-Madeleine Rous la Mazelière (1728-1798), Antoine Ignace d’Anthoine était l’aîné de sept enfants : il avait 4 frères et 2 sœurs. Bien qu'issu d'une famille de magistrats, autodidacte, il s'adonna au commerce. Il commença sa carrière à 18 ans comme simple régisseur de la maison de commerce Seimandi, après avoir été peut-être employé chez Alexis-Joseph Rostand.
Il se vit confier, grâce à l'appui d'un négociant de Marseille la direction d'une importante maison de Constantinople où il partit dès l’âge de 22 ans, et y réalisa des bénéfices considérables. En même temps, il se préoccupait activement d'une union commerciale entre l'Empire russe, la Pologne et le royaume de France, projet qui nous ouvrait un nouveau débouché par la mer Noire et le Bosphore.
Par le traité de Kutchuk-Kaïnardji (Bulgarie actuelle) qui mettait fin à la première guerre russo-turque (1768-1774), la Russie de Catherine II obtenait Azov, Kertch, les districts de Kouban ainsi que la liberté du commerce et de la navigation sur la mer Noire. Catherine II décidait en 1778 de créer sur le Dniepr le port de Kherson. Anthoine de Saint-Joseph reçut du cabinet de Versailles la mission officielle de visiter la Russie pour travailler à la réalisation de ses plans ; après les avoir fait adopter par le prince Potemkine et par Catherine II, il obtint l'autorisation de fonder à Kherson un établissement qui réussit à souhait. L'expérience tentée par Anthoine eut les plus heureux résultats ; c'est depuis lors, et grâce à lui, que les blés de la Crimée ont pu devenir dans les temps de disette une ressource inappréciable.
Ainsi que le souligne Saint-Priest ambassadeur auprès de la Sublime Porte, « Anthoine a pressenti que cette navigation sur la Mer Noire doit faire une révolution dans le commerce de l’Europe aux dépens de celui de la mer baltique ». Anthoine estime que les denrées de Russie et de Pologne suivront de préférence le cours du Dniepr qui débouche dans une mer sans glace. Il parvint encore à rendre à la marine française un service signalé, en faisant venir du centre de la Russie par la voie de Kherson, les bois de grande mâture, qui auparavant, étaient importés dans les ports français de l'Océan et de la Méditerranée par la voie de Riga, transport qui exigeait, seulement de la forêt à ce port de la mer Baltique, 18 mois à 2 ans. L’arrivée à Marseille en 1781 et 1782 de deux navires russes qui apportèrent du fer, des cordages, des toileries, de la viande salée et du tabac démontra la justesse de cette appréciation. À la demande de Saint-Priest, Anthoine rédigea un mémoire qui fut envoyé aux cours de France et de Russie.
Anthoine obtint l’autorisation de voyager aux frais du roi pour étudier sur place les moyens de transport de la Russie méridionale et les façons d’ouvrir à la France le commerce de cette zone. Muni des lettres de recommandations de Potemkine, gouverneur général de la « nouvelle Russie » (Ukraine), il part le 13 avril 1781 à bord d’un navire russe pour Caffa (actuellement Théodosie), la Crimée, Kherson, Saint-Pétersbourg but principal du périple. Il y rencontre Vérac, ministre plénipotentiaire du roi de France près l’impératrice de Russie. Il est reçu par Potemkine et lui remet un mémoire que ce dernier présente à l’Impératrice qui voulut bien le parcourir et faire des remarques. Catherine II donna une suite favorable. Anthoine se rend en juillet 1782 à Kherson pour y créer son propre établissement qu’il confie à son frère Louis. Il repart pour Varsovie puis rentre à Versailles à la fin de l’année 1782. Il rend compte du succès de sa mission au comte de Vergennes, ministre des Affaires étrangères et au maréchal de Castries, ministre de la Marine. Le roi lui-même porta beaucoup d’intérêt à l’initiative d’Anthoine. En effet il avait obtenu le droit de naviguer en Mer Noire sous le pavillon russe. En Pologne il avait signé avec le prince Stanisłas Auguste Poniatowski un traité pour l’achat de bois des mâtures de bateaux. Il obtint du gouvernement un prêt sans intérêt pour son installation à Kherson, des conditions avantageuses pour l’acquisition de cinq bateaux royaux et le droit d’enrôler des marins français sous pavillon russe. Il est de retour à Marseille en novembre 1783 pour s’y établir comme négociant. Le démarrage effectif de son comptoir s’effectuera en 1784 année au cours de laquelle quatre de ses navires arrivèrent à Marseille chargés de chanvre, blé, suif, potasse, cire, miel, thé, graine de lin, anis, tabac et peaux de bœufs. Son comptoir connut alors la pleine prospérité.
Les ottomans espérant refaire de la Mer Noire une mer intérieure turque, multiplièrent les difficultés afin d’entraver le commerce. De plus la reprise de la guerre russo-turque à la fin de 1787 ruinait les espoirs de conciliation. Un des vaisseaux d’Anthoine était saisi à l’embouchure du Dniepr, un autre séquestré à Constantinople, un troisième échoué sur la côte anatolienne. Anthoine abandonnait le comptoir de Kherson à la veille de la Révolution française.
Ses spéculations ne profitèrent pas seulement à son pays ; il acquit lui-même en peu de temps une grosse fortune, qu'il expliqua dans son Essai historique sur le commerce et la navigation de la mer Noire, publié à Paris, en 1805. Anthoine fut créé baron par Louis XVI en 1786.

### Le maire
Anthoine, homme intelligent et habile était de plus chanceux. En effet, cette même année 1786, il se maria avec Rose Clary qui avait deux autres sœurs à savoir Désirée qui se maria avec le général Bernadotte et fut reine de Suède, et Marie Julie qui épousa Joseph Bonaparte et fut reine d’Espagne. Il aura un fils François Anthoine de Saint-Joseph (1787-1865), brillant officier qui devint général de division. L'une de ses filles avait épousé le maréchal Suchet, l'autre, Charles Saligny, duc napolitain de San-Germano puis (veuve) le duc Decrès ; il laissa aussi deux autres fils.
Sous la Révolution, Anthoine se retira à Gênes. De retour à Marseille, le 18 brumaire, il devint membre de la Chambre de commerce, reçut la croix de la Légion d'honneur, établit un majorat sous le titre de baron de Saint-Joseph et de l'Empire et fut nommé maire de Marseille, en 1805. Les trois municipalités du Directoire maintenues sous le Consulat sont remplacées le 4 août 1805 par un maire unique. Antoine Ignace Anthoine est le premier maire nommé et le restera jusqu’en 1813. Peu après cette nomination, il est élu membre de l’Académie de Marseille le 19 novembre 1805 et président en 1806. Il sera fait baron de Saint-Joseph en 1808.
L’entente entre Anthoine assez vaniteux et le préfet Thibaudeau, bon administrateur mais imbu de sa personne ne pouvait pas être parfaite d’autant plus que le marasme économique provoqué par la reprise de la guerre avec l’Angleterre s’amplifiait au fil du temps. Dans ses mémoires Thibaudeau présente Anthoine comme étant difficile dans ses relations et peu aimé de ses confrères. Thibaudeau installa la nouvelle municipalité et dans son discours fit ressortir les qualités du maire alors que ce dernier lui rendit la politesse avec parcimonie. La condescendance avec laquelle Thibaudeau traita Anthoine ne facilita pas les relations entre les deux hommes. Le maire est qualifié ainsi : « jaloux dans ses attributions, soupçonneux, défiant, lourd au travail, voulant tout voir et tout faire, il se noyait dans les détails, il écrivait lettres sur lettres aux autorités, aux conseillers d'État, aux ministres, à l’Empereur, le plus souvent pour des minuties dont il faisait des affaires graves.». Le tableau certes partial est peu flatteur mais reflète les relations qu’il pouvait y avoir entre les deux dirigeants.

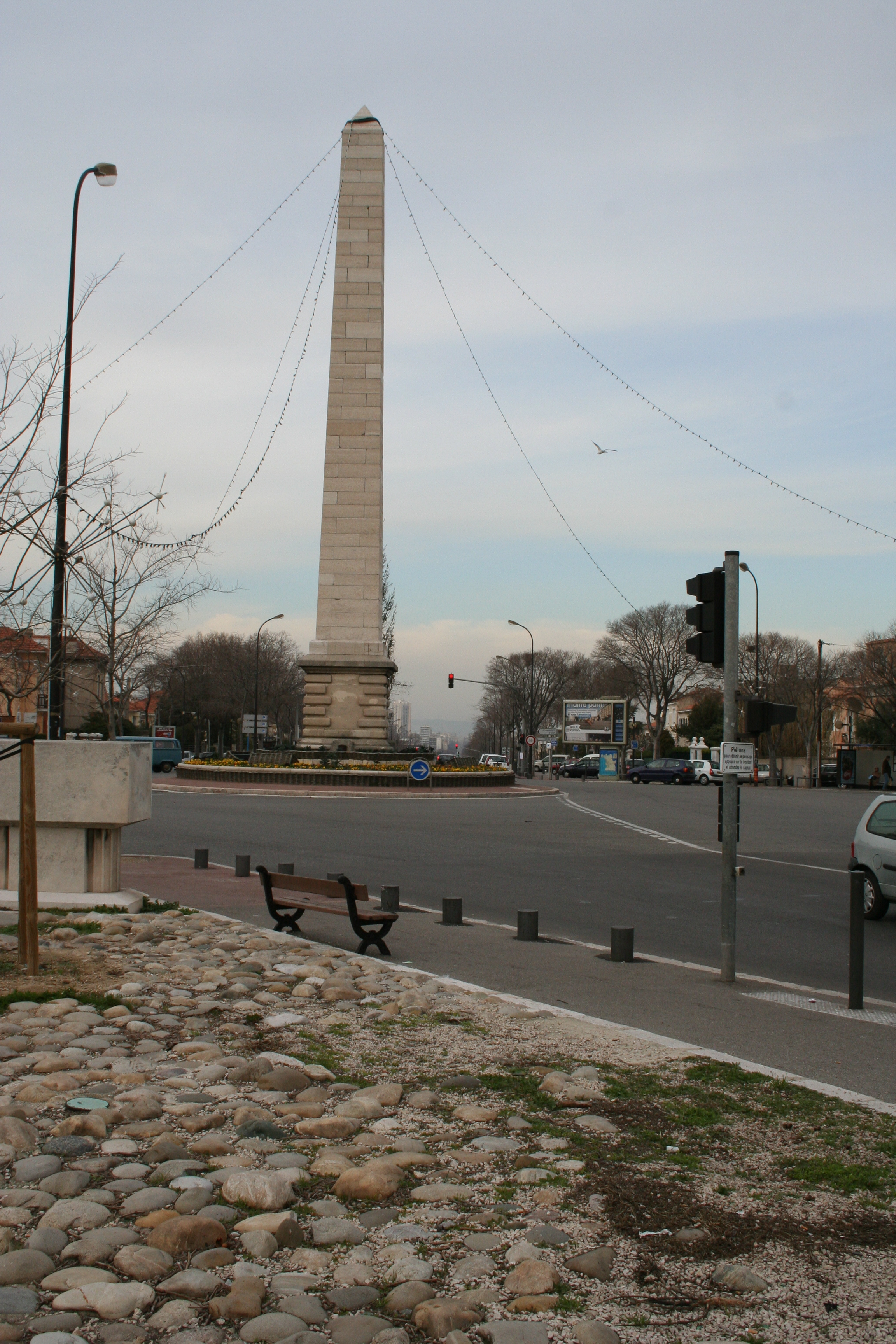
Obélisque de Mazargues

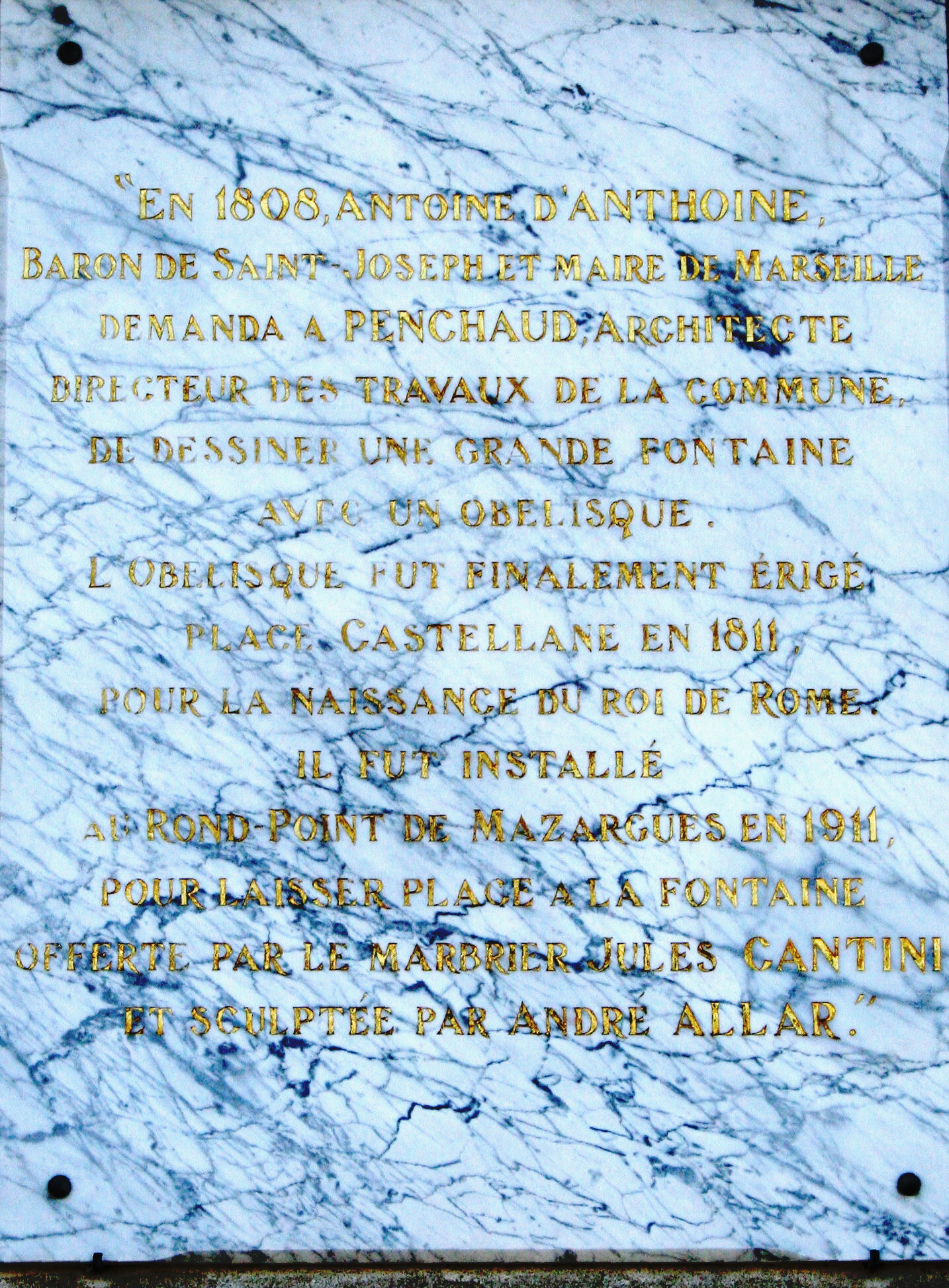
Plaque commémorative de l'obélisque de Mazargues

Les travaux réalisés à Marseille durant son mandat sont de faible ampleur car durant cette période la ville a cruellement souffert du déclin économique. Il y eut cependant la création d’un jardin botanique sur les berges du jarret sur un terrain devenu bien national sous la Révolution après avoir appartenu à l’ordre des Chartreux. Il y eut également la restauration de l’église des chartreux et de l’hôtel de ville, l’aménagement de la colline Puget et de la porte d’Aix-en-Provence ainsi que le dégagement du quartier des Accoules encombré des ruines de l’église détruite pendant la Révolution. On lui doit aussi la statue érigée à la Paix, l'achèvement de la place de Monthyon, et les bas-reliefs de la fontaine à la porte des Fainéants.
Le maire voulut faire construire à la place Castellane une fontaine avec un obélisque dessiné par Michel-Robert Penchaud. La naissance du roi de Rome accéléra la décision de la construction qui fut prise le 27 avril 1811. Cet obélisque fut inauguré par le préfet Thibaudeau et par le maire Anthoine. Ce monument sera transféré au rond-point de Mazargues en 1911 pour faire place à la magnifique fontaine offerte par Jules Cantini et sculptée par André Allar.
Il résigna ses fonctions en 1813, sa santé se trouvant trop affaiblie. Pourtant, il accepta encore, après le retour de l'île d'Elbe, le mandat de représentant que lui confièrent les électeurs des Bouches-du-Rhône le 15 mai 1815. Il fit partie de la Chambre des Cent-Jours puis se retira dans sa famille.
Le roi d'Espagne, Charles IV, qui habitait le château de Compiègne désira s’établir à Marseille où il fut accueilli avec tous les égards (et non les honneurs) dus à son rang. Anthoine mis à sa disposition sa bastide de Saint-Joseph qu’il avait acheté en 1800. Anthoine devait mourir dans cette bastide le 21 juillet 1826. Trois ans après son décès son domaine est vendu à une congrégation religieuse puis il est transformé en séminaire. La ville de Marseille achète ce château en 1976 et y installe la mairie du secteur qui se trouve dans la rue Coxe.

## Récapitulatif

### Œuvres
- Essai historique sur le commerce et la navigation de la mer noire, Chez H.Agasse, imprimeur libraire, Paris, 1805 réédité en 1820.

### Titres

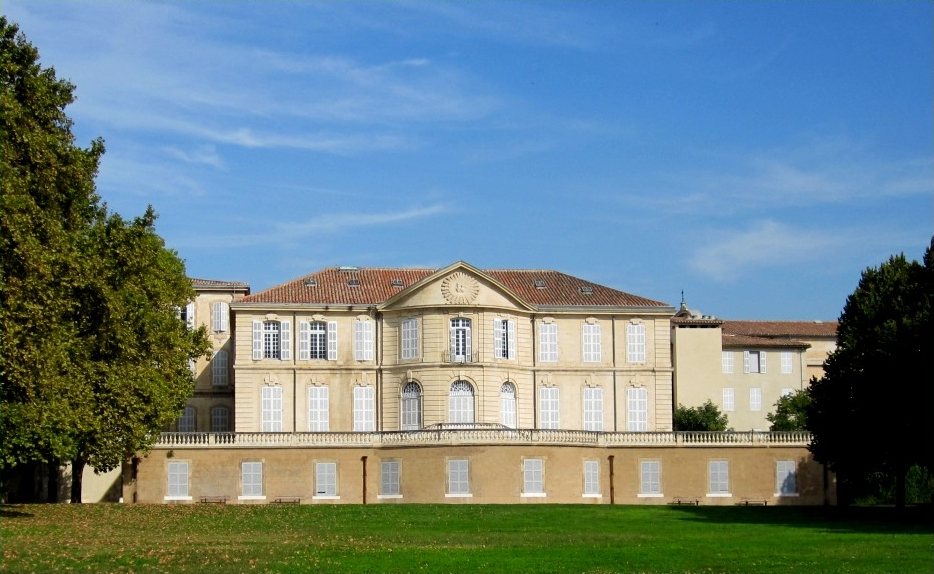
Château de Saint-Joseph à Marseille

- Baron de Saint-Joseph et de l'Empire (lettres patentes du 10 septembre 1808), avec érection du majorat volontaire de 7 000 francs, composé d'immeubles situés au quartier de Saint-Joseph à Marseille[11] ;
- Titre de baron héréditaire et transmission de majorat par ordonnance royale du 29 novembre 1827, en faveur de François Anthoine de Saint-Joseph, fils du baron de l'Empire. Confirmation du titre de baron et transmission de majorat (sur diminution des biens affectés), par lettres patentes du 6 décembre 1827, en faveur du même[12] ;
- Transmission des titre et majorat de baron héréditaire, conférés à Antoine-Ignace Anthoine de Saint-Joseph, confirmée en faveur de son petit-fils aîné en primogéniture, Arthur Anthoine de Saint-Joseph, par arrêté ministériel du 28 juillet 1866, portant aussi dissolution dudit majorat.

### Décorations
| Officier de la Légion d'Honneur | Commandeur de l'ordre royal de l'Étoile polaire de Suède |

- Légion d'honneur[13] :
  - Officier de la Légion d'honneur (5 juillet 1804) ;
  - Trésorier de la 8e cohorte de la Légion d'honneur.
- Commandeur de l'ordre royal de l'Étoile polaire de Suède[14]

### Armoiries
| Image | Blasonnement |
|       | Armes du baron de Saint-Joseph et de l'Empire De sable à un cœur d'argent, traversé d'une flèche en bande de gueules, accompagné en pointe d'un croissant d'argent, au comble d'azur, chargé de trois étoiles d'or ; au franc-quartier des barons maires. |
|       | Armes de baron héréditaire sous la Restauration De sable, au cœur d'argent traversé d'une flèche de gueules, posée en bande et accompagné en pointe d'un croissant d'argent ; au chef cousu d'azur chargé de trois étoiles d'argent.,                     |

### Ascendance & postérité
- Antoine Ignace Anthoine de Saint-Joseph était le fils d'André Anthoine (1720-1783), avocat au parlement de Grenoble, puis lieutenant de police à Embrun, et de Madeleine de Rous de La Mazelière (1728-1783)[14]. Il épousa, le 31 janvier 1786, Marie Anne Rose Clary (Marseille, 25 avril 1764 - Marseille, 19 avril 1835), fille de François Clary, dont il eut :
  - François Auguste (18 février 1787 - 12 mars 1866), 2e baron de Saint-Joseph, général de division, marié le 4 mars 1826, avec Adèle Redon de Belleville (1800-1886), dont :
    - Postérité ;

  - Marie-Rose Rosine (1er mai 1788 - 16 septembre 1864), mariée :
(1°) (le 26 juin 1805) avec Charles de Saligny, duc de San-Germano (1772-1809), dont une fille ;
(2°) (le 16 novembre 1813[n 1]) avec Denis, duc Decrès (1761-1820), sans postérité.
    - (1°) Eugénie Moïna de Saligny de San Germano (Paris, 1806 - Paris, 24 mai 1830, inhumée au cimetière du Père-Lachaise), marquise de Dalmatie, mariée, le 17 mars 1825, avec Napoléon Hector Soult (1802-1857), 2e duc de Dalmatie (1851), ministre plénipotentiaire, député du Tarn, sans postérité ;

  - Honorine (Marseille, 26 février 1790 - Paris, 13 avril 1884), mariée le 16 novembre 1808 avec Louis-Gabriel Suchet (1770-1826), duc d'Albufera, maréchal d'Empire, dont :
    - Postérité ;

  - Fortuné (Lambesc, 14 août 1794 - 9 décembre 1853), juge au tribunal de la Seine, auteur d’ouvrages de droit, chevalier de la Légion d'honneur (1er mai 1843)[16], chevalier de l'ordre royal de l'Étoile polaire de Suède (4 mai 1841)[14], marié, le 28 février 1829, avec Ernestine Remondat (1807-1873 ou 1876), dont :
    - Arthur (14 décembre 1829 - 10 avril 1911), 3e baron de Saint-Joseph, marié, le 6 mars 1865, avec Jeanne Charlotte Clémentine de Rohan-Chabot (1839-1929), une des Quarante bergères (Josepha) de Robert de Montesquiou, fille de Fernand de Rohan-Chabot (1789-1869), duc de Rohan, dont des jumelles :
      - Anne-Honorine (née le 21 avril 1866), en juillet 1889 avec André-Bénigne-Marie du Hamel de Breuil (né en 1862) dont postérité ;
      - Marie-Jeanne (née le 21 avril 1866), mariée avec Joseph de Lacoste, baron de Belcastel (1860-1942), député du Tarn (1906-1910 et 1919-1924) ;

  - Auguste Antoine (Marseille, 12 mai 1799 - Marseille, 16 août 1866), négociant à la tête d’une importante maison de commerce à Marseille, banquier, marié, le 15 décembre 1828 à Marseille, avec Catherine Camille Olive (✝ 5 octobre 1887), dont :
    - Marie (Marseille, 3 octobre 1829 - Marseille, 19 octobre 1829) ;
    - Albert (Marseille, 15 septembre 1830 - Digne-les-Bains, 28 mai 1852) ;
    - Léopold (Marseille, 10 décembre 1833 - 1918), 4e baron de Saint-Joseph, capitaine de la Garde impériale, puis capitaine au 65e de ligne, chevalier de la Légion d'honneur[17] ;
    - Octave (Marseille, 30 août 1839 - Marseille, 8 octobre 1839).

Portraits par Frédéric Christophe d'Houdetot (1778–1859)
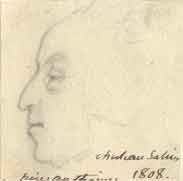
Anthoine père
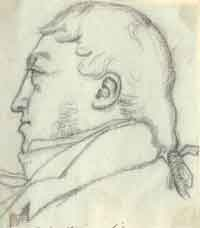
Anthoine fils
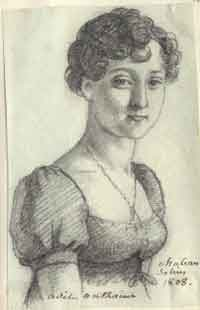
Mme Adèle Anthoine (Adèle Redon de Belleville 1800-1886)
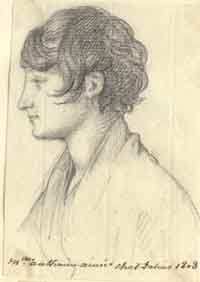
Mlle Anthoine aînée : Rosine (1788-1864), duchesse de San-Germano puis duchesse Decrès
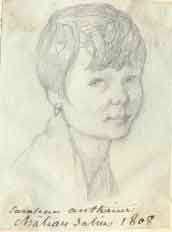
Caroline Anthoine